# Kokolik River
Der Kokolik River ist ein 353 km langer Zufluss der Tschuktschensee im Nordwesten des US-Bundesstaats Alaska.

## Flusslauf
Der Kokolik River entspringt in den De Long Mountains auf einer Höhe von etwa 800 m. Er fließt anfangs nach Norden. Er durchfließt eine Tundralandschaft und durchschneidet mehrere niedrige in Ost-West-Richtung streichende Höhenkämme. Bei Flusskilometer 150 wendet sich der Kokolik River nach Nordwesten, bei Flusskilometer 80 nach Westen. Der Kokolik River mündet schließlich 1,5 km nördlich von Point Lay in die Kasegaluk Lagoon, die mit der Tschuktschensee verbunden ist. Der Fluss weist auf fast seiner gesamten Länge ein stark mäandrierendes Verhalten mit zahlreichen Flussschlingen und Altarmen auf.

## Einzugsgebiet
Der Kokolik River entwässert ein Areal von etwa 5600 km². Das Einzugsgebiet grenzt im Norden und im Osten an das des Utukok River, im Süden an das des Noatak River, im Südwesten an das des Kukpowruk River sowie im Westen an das des Epizetka River.